# Донецька телевежа
Доне́цька телеве́жа — суцільнометалева просторова ґратована телевізійна вежа у Донецьку. Спорудження було завершене 1956 року. Висота разом з антенами — 192 метри, висота верхнього майданчику — 180 метрів. Телевежа знаходиться на території Донецького обласного телерадіоцентру, на території, окупованій терористичним угрупованням ДНР.

## Опис
У Донецьку є дві вежі, різниця в кількості майданчиків та роках побудови. Вежа з одним майданчиком — 1956 року, вежа з двома майданчиками — 1965 року. Також поряд ще є щогла, висотою 105 метрів — 1980 року.
Наразі з вежі є мовлення аналогового радіо.
Вежа побудована за типовим проектом 3803-КМ (34084-КМ). До висоти 155 метрів — піраміда з переломами поясів на 32 і 64 метрах. Далі призма базою 1,75×1,75 метри висотою 25 метрів. Верхній майданчик 2,5×2,5 метра на відмітці 180 метрів и труба для турнікетної антени.
За цим проектом побудовані і тому однакові наступні вежі: Андріївська (Черняхівська), Білопільська, Донецька, Івано-Франківська, Кам'янська, Кіровоградська, Котовська, Луганська, Львівська, Одеська, Черкаська, Чернівецька і ряд інших.
Під час окупації Донбасу, що триває, транслював ряд окупаційних телеканалів такі як «Новоросія», «Оплот», «Оплот 2», «Перший республіканський» та «Юніон», а також російські пропагандистські телеканали. 3 червня 2015 року повідомлялось про припинення роботи вежі, але згодом мовлення з неї відновлювалось на певний час, до переведення мовлення на Донецьку телещоглу.

## Телерадіомовлення

### Радіо
- 92.3 — Мелодія FM
- 96.1 — Люкс FM
- 98.6 — Ретро FM
- 99.0 — Radio NV (план)
- 99.4 — Power FM
- 100.0 — Стильне радіо Перець FM
- 100.5 — MEGA
- 101.2 — Хіт FM
- 101.6 — NRJ
- 102.1 — Класне Радіо
- 102.6 — Радіо П'ятниця
- 103.5 — Relax FM
- 104.1 — M-FM
- 104.7 — Русское Радио Україна
- 105.1 — Kiss FM
- 105.5 — Best FM
- 106.0 — Авторадіо
- 106.4 — Радіо Шансон
- 106.8 — Radio ROKS
- 107.2 — Країна FM (план)
- 107.6 — Наше Радіо

## Телебачення

### Аналогове мовлення
- 4. Перший
- 12. Перший муніципальний
- 23. М1
- 27. Мега
- 27. Суспільне Донбас
- 37. КРТ
- 44. НТН
- 47. К1
- 49. ICTV
- 52. СТБ
- 59. ТЕТ
- 62. 5 канал

### Цифрове мовлення
- 29. 5-й мультиплекс
- 51. 3-й мультиплекс
- 56. 1-й мультиплекс
- 58. 2-й мультиплекс